# Багинська-Гурджі Вікторія Іллівна
Вікто́рія І́ллівна Баги́нська-Гурджі́ (рос. Викто́рия Ильи́нична Баги́нская; *30 червня 1926, Краснодар, СРСР — 7 січня 2012, Російська Федерація) — радянська і російська громадська і національно-культурна діячка, письменниця, педагог, збирачка і популяризатора фольклору кримчаків, перекладачка; один з останніх носіїв живої кримчацької мови.

## Життєпис
Народилася в родині кримчаків Іллі Яковича і Віри Петрівни Гурджі, які приїхали до Краснодару з Керчі (Крим) у 1921 році, рятуючись від голоду.
1974 року її було запрошено до співпраці в популярній в СРСР «Учительській газеті» після перемоги (1-а премія) у Всесоюзному літературному конкурсі нарисів «Учитель наших днів», присвяченому 50-річчю «Учительської газети». Статті В. Багинської про нестандартні уроки, прийоми та методи виховання, нариси, новели тощо до останнього часу друкувалися в «Учительській газеті».
Опубліковано понад 250 статей Вікторії Багинської-Гурджі у загальносоюзній і крайовій періодиці: у часописах «Литература в школе», «Уроки литературы», «Семья и школа», «Дружба народов», «Советская женщина» (згодом «Мир женщины»), «Природа и человек», «Наука и жизнь» та багатьох інших; в центральних газетах: «Учительська газета», «Правда», «Гудок» та інших виданнях. Багинська В. І. — лауреат п'яти літературних конкурсів на найкращий нарис: міжнародних (дві перших і одна третя премії), Всесоюзних (перша і третя премії).

## Творчість і звершення
Усі семеро членів родини Гурджі, які проживали далеко від Криму, вдома розмовляли кримчацькою, знали, оберігали й популяризували пісні, прислів'я та приказки, оповідки й дотепи кримчаків, не забували національних звичаїв і традицій.
На початку 1960-х років Багинська відіслала в Державний музей етнографії СРСР 12 кримчацьких пісень — в оригіналі і з власним перекладом російською. Музейний заклад прийняв її у члени ради сприяння діяльності Музею.
У 1983 році в газеті «Правда» вийшла стаття В. Багинської «Припадаю до джерела», в якій вона вперше переповіла про свій народ, наголосила на необхідності зберегти народну творчість кримчаків.
Багинська зібрала 100 пісень, 230 прислів'їв, притчі, казки та інші оповідки, переклала все це російською, але видати таке унікальне зібрання не вдавалося протягом кількох десятиліть. І лише 2003 року Багинській за допомогою чоловіка і синів пощастило опублікувати власним коштом 100 примірників збірки «Народные песни и пословицы крымчаков». Збірочка розійшлася по знайомих і аматорах фольклору; книгу було включено до каталогу Бібліотеки Конгресу США.
Вікторія Багинська-Гурджі переклала кримчацькою низку віршів російських і українських класиків, зокрема Пушкіна і Лермонтова, а також у її доробку переклад на рідну мову Шевченкового «Заповіту».
Крім іншого, Вікторія Багинська писала мініатюрні копії картин Айвазовського, ілюструвала твори письменників-фантастів (Олексія Толстого, Олександра Бєляєва тощо. Пробувала себе і як письменниця — спеціалізувалася на науково-фантастичній поезії та новелах («Контакт», «Поклик» тощо).

## Доробок
вірші
- Мой зелёный корабль [Архівовано 14 березня 2010 у Wayback Machine.], «Учительская газета»;
- Перша добірка віршів В. Багинської-Гурджі, «Доброго пути», «Советская Кубань», 23 січня 1965 року.

переклади і статті
- Тарас Шевченко, «Заповіт» мовами народів світу. — К.: «Наукова думка», 1989. — С. 72 // див. текст перекладу в статті Кримчацька мова;
- Народные песни и пословицы крымчаков, Краснодар, 2003 (Бібліотека Конгресу США);
- Связь времён [Архівовано 9 жовтня 2008 у Wayback Machine.] (про О. С. Пушкіна, його правнучку і переклади його віршів кримчацькою), «Наука и жизнь», 2005, № 6;
- «Припадаю к роднику», «Правда» від 6 січня 1983 року
- Забытое богатство: быт крымчаков [Архівовано 23 жовтня 2015 у Wayback Machine.], «Дружба народов», 1990, № 1
- Свадьба в крымчакской семье, «Дружба народов», 1993, № 8.
- Песня Ашик-Кериба (о крымчакском фольклоре) [Архівовано 26 квітня 2014 у Wayback Machine.], «Литература в школе», 2005, № 8.
- Слышу голоса их днём и ночью я…, «Учительская газета», 2003, № 34
- Елена Лубинец, «Собирательница радуги», «Российская газета», № 221 від 4 жовтня 2005 року